# Sitsch
Die Sitsch (ukrainisch Січ, russisch Сечь, in Deutsch oft auch Setsch, wissenschaftliche Transliteration Sič; deutsch wörtlich „Verhau, Verschlag“) steht für verschiedene befestigte Verwaltungszentren der Saporoger Kosaken, die in der heutigen Ukraine lagen. Die höchste Institution der Sitsch war die Sitschowa Rada, eine Art höchster Rat und Gerichtshof zugleich.

## Überblick der Niederlassungen

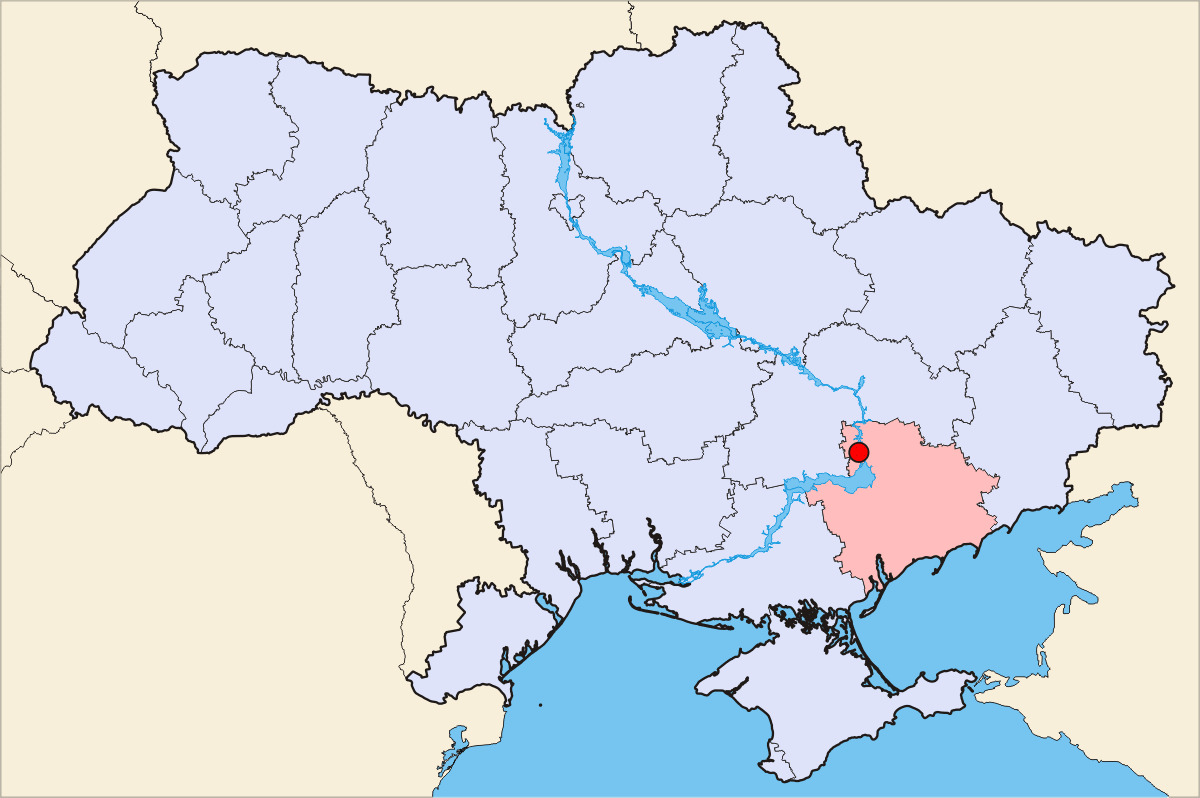
Lage der ersten Niederlassung bei Chortyzja

Die erste Saporoger Verwaltungsniederlassung befand sich bei Chortyzja, genauer auf einer Mala Chortyzja genannten Nachbarinsel. Im Laufe der Zeit wurde die Niederlassung mehrfach verlegt:
- Sitsch Tomakiwka (etwa 1550er Jahre bis 1593 – bei Marhanez von Tataren zerstört)[2]
- Sitsch Basawluk (1593–1638 – bei Kapuliwka)[3]
- Mykytyn (1638–1652)[3]
- Sitsch Tschortomlyk (1652–1709 – im Kachowkaer Stausee untergegangen)
- Kamjanka (1709–1711 – bei Respublikanez, Region Cherson)
- Oleschky (1711–1734 – Hetman in jener Zeit war Kost Hordijenko)
- Nowa Sitsch (1734–1775 – beim Kachowkaer Stausee, wurde auf Beschluss von Katharina II. zerstört.)

Nach dem Ende des freien Kosakentums 1775 wurden die Siedlungen verlassen. Ein Teil der Kosaken zog weiter ins Donaudelta und begründete dort unter osmanischer Herrschaft die Donaukosaken, andere wurden auf Veranlassung der russischen Behörden vorwiegend im westlichen Kaukasusvorland (Kuban-Gebiet, heute Region Krasnodar) angesiedelt, wo eine Vielzahl von Stanizen entstand.

## Sitsch als Flottenstützpunkt
Da die Kosaken auch als Seefahrer aktiv waren (circa 16. bis 18. Jahrhundert), waren einige der Niederlassungen gleichzeitig Flottenstützpunkt. Auf Mala Chortyzja wurde 1737 eine Werft für Kriegsschiffe errichtet.

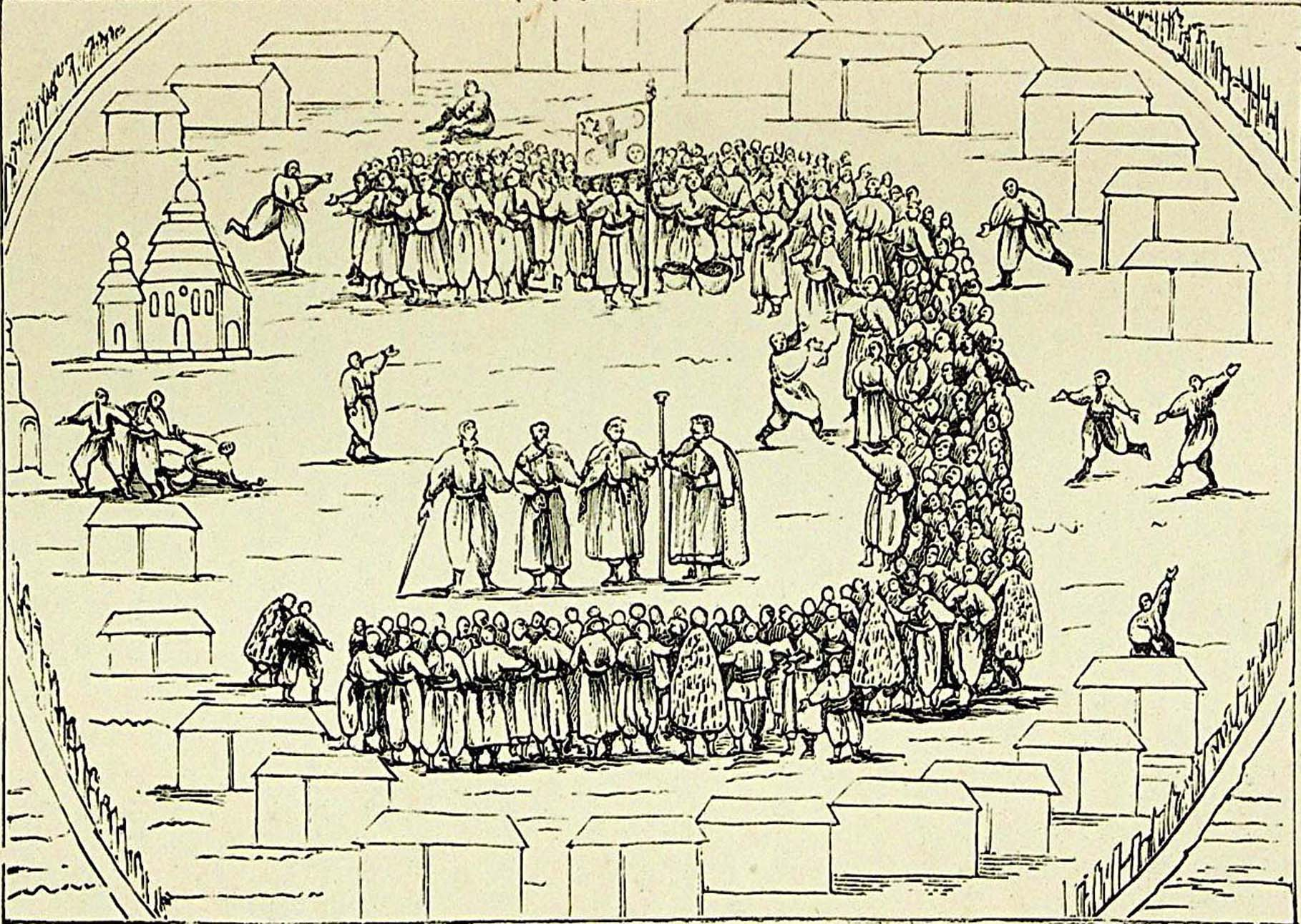
Rada in Zaporozhye Sich
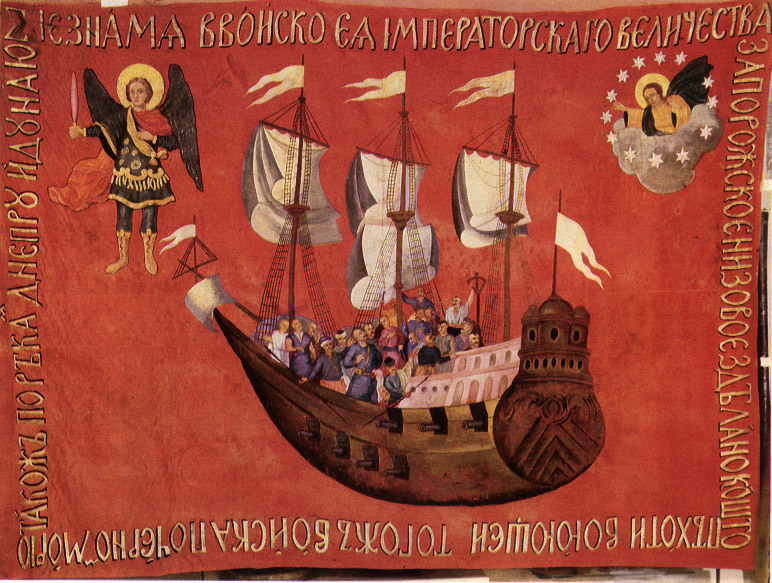
Rückseite der Marineflagge (1734–1775) der Kosaken (Vorderseite mit schwarzen Doppeladler und Sternen)
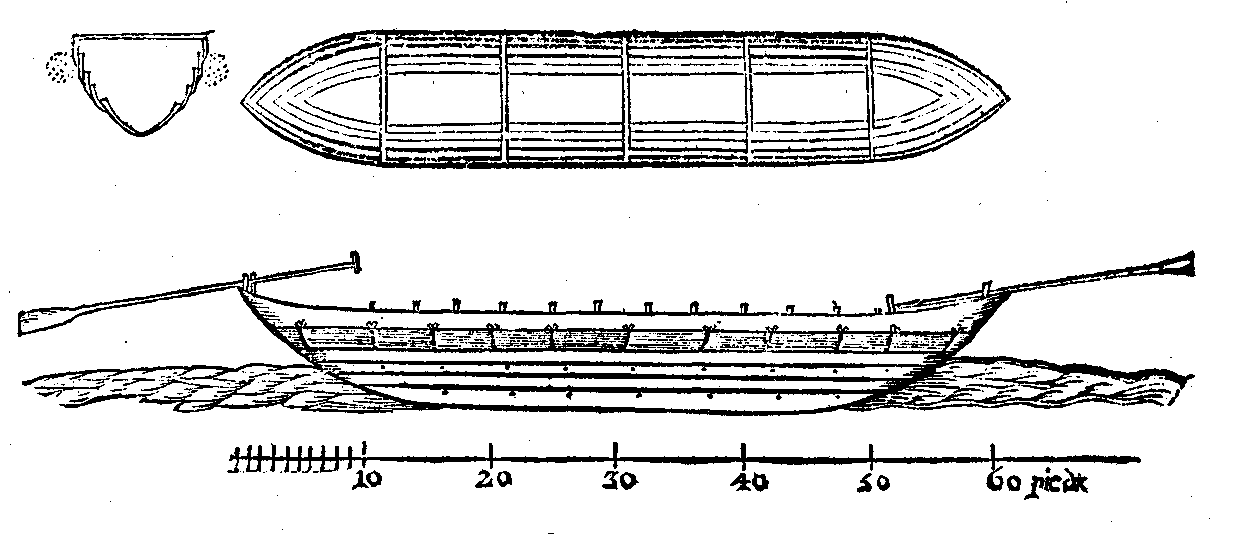
Kosakenbootstyp Tschaika („Möwe“), um 1660, nach Guillaume Le Vasseur
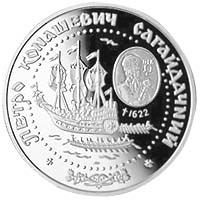
Gedenkmünze für Hetman Sahaidatschnyj
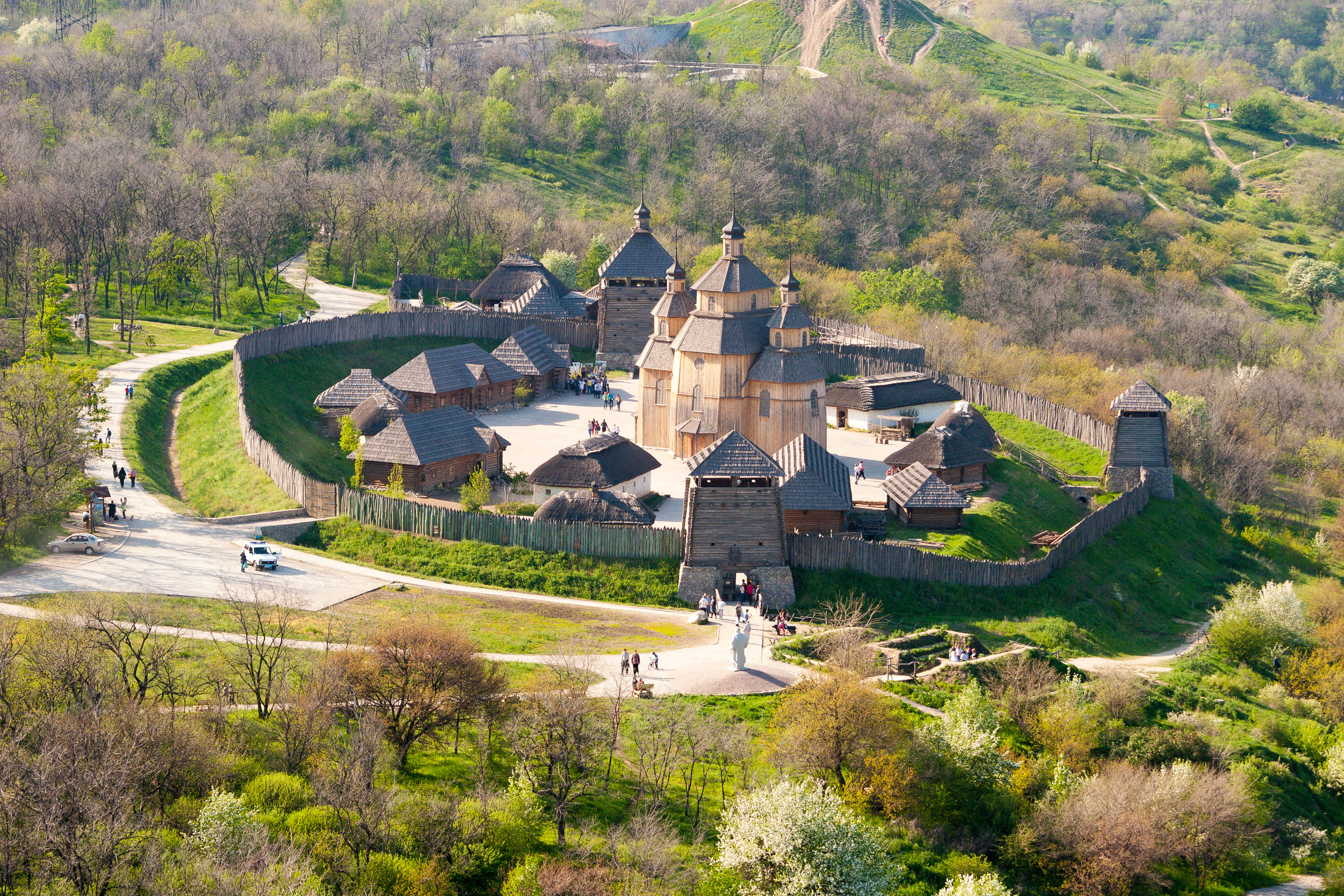
Rekonstruktion des Zaporozhye Sich

Die Kosaken unterhielten eine Flotte von „mehreren Dutzend“ Tschaikas (galeerenähnliche Schiffe) mit etwa folgenden Schiffsmaßen: Länge: etwa 60 Meter, Breite: 10 bis 12 Meter, Raumtiefe etwa 12 Meter. Die Flaggenhistorie der heutigen ukrainischen Marine geht auf die historische Marine der Kosaken zurück.